# リチャード・マッカーネス
ガイ・リチャード・ゴッドフリー・マッカーネス（Guy Richard Godfrey Mackarness, 1916年8月17日 - 1996年3月18日）は、イギリスの医師、作家。1958年に出版した著書『Eat Fat and Grow Slim』（『脂肪を食べて細身になろう』）でその名を知られており、炭水化物の摂取を制限し、タンパク質と脂肪の摂取量を増やす食事法を奨めている。旧石器時代を生きていた頃の人類が摂っていたと考えられている食事法の支持者であり、食物アレルギーに関する著書も出している。

## 生涯
1916年、パキスタンのマーリーに生まれる。ランスィング・カレッジとウエストミンスター大学附属病院(The Westminster Teaching Hospital)で学ぶ。
1947年、マーガレット・ペリーウォーカーと結婚し、息子のパトリックを儲ける。
1958年に著書『Eat Fat and Grow Slim』を出版し、自身が「Calorie Fallacy」（「カロリーの虚偽」）と呼んでいるものを紹介し、タンパク質と脂肪が豊富で、炭水化物の量が少ない食事（石器時代に生きていた頃の人類が摂っていた食事）を提案している。1863年にウィリアム・バンティング(William Banting)が出版した『Letter on Corpulence, Addressed to the Public』（『市民に宛てた、肥満についての書簡』）に触発されて、この本を執筆した。彼は穀物と砂糖を食べないよう主張した。この本は150万部以上の売り上げを記録した。
アレルギーの研究者で友人でもあったセロン・ランドルフから、食物アレルギーについての研究の影響を受ける。マッカーネス自身は鶏卵とコーヒーにアレルギー反応が起こるため、食事の席でこれらを避けたという。また、砂糖のような「偽りの食べ物」が食物アレルギーを惹き起こし、これはヒトが暴力的な態度に出る原因となる、と確信していた。
総合診療の現場から去り、ベイジングストーク(Basingstoke)にあるパーク・プレウェット病院にて、1965年から1981年まで精神分析医の助手を務める。精神疾患研究の現状について、環境学的な取り組みを発展させようと提案したが、その考えは医療界からは受け入れられなかった。
マッカーネスは、臨床生態学会(Clinical Ecology Group)の創設者の1人であり、これはのちの英国アレルギー環境医学会(British Society for Allergy and Environmental Medicine)の前身である。また、別の団体(The Chemical Victims Association)も設立している。
1996年3月、オーストラリアのモーニントンにて、脳卒中で亡くなった。

## 著書
- Eat Fat and Grow Slim: Or, Banting Up to Date (1958)
- Eating Dangerously: The Hazards of Allergies (1976)
- Not All in the Mind (1976)
- Chemical Victims (1980)
- A Little of What You Fancy: How to Control Smoking and Other Cravings (1985)
- Chemical Allergies (1990)